# Peter Hamburger
Peter Hamburger (* 1966 in Waldbröl) ist ein deutscher Kirchenmusiker.
Hamburger wuchs in Reichshof/Denklingen auf. Als Jugendlicher erhielt er Klavier- und Orgelunterricht. Er wirkte in verschiedenen Chören sowie im Posaunenchor mit. Er studierte ev. Kirchenmusik an der Musikhochschule in Köln  (A-Examen 1992). Von 1992 bis 1997  war er Kirchenmusiker der ev. lutherischen Kirchengemeinde in Friedrichstadt. Zudem unterrichtete er als Lehrbeauftragter Orgel an der Universität Flensburg. 1997 wurde er von der Evangelischen Kirche von Kurhessen-Waldeck  zum Kantor für Popularmusik berufen. 2006 gründete er den Musikverlag Peter Hamburger.
Peter Hamburger ist verheiratet und lebt in Kassel.

## Veröffentlichungen

### Noten
- Komm, wir wollen leben, Kantate für Kinderchor
- Swinget dem Herrn
- WHY WE SING – 5 Songs für Gospelchöre von Kirk Franklin, herausgegeben von Peter Hamburger
- FEEL THE SPIRIT – 8 Songs für Gospelchöre, arrangiert von Peter Hamburger im Contemporary Gospel Style
- MY SOUL FINDS REST – 5 Songs von Njeri Weth, für Chor arrangiert von Peter Hamburger

### Tondokumente
- FEEL THE SPIRIT – Live vom Landeskirchengospeltag Gelnhausen 2006 – mit dem Gospel-Ensemble Rejoice!, dem Gospelchor Get Up! und dem Landeskirchengospeltag Mass Choir
- SoulTrain – Improvisationen über Choräle und Jazzstandards mit Kurt Grützner, Tenorsaxofon, und Peter Hamburger, Orgel
- TAGZEITEN – eine Jazz-Rock-Pop-Gospel-Messe von Peter Hamburger. Gospelchor Get Up! und Gospelensemble Rejoice! und Band
- GET UP! LIVE im Staatstheater Kassel mit dem Gospelchor GET UP! mit Band und Gästen.